# Miss Cina
Miss Cina (ufficialmente chiamato Miss Mondo Cina, 世界小姐大賽中國賽區) è un concorso di bellezza che si tiene annualmente in Cina e che ha lo scopo di scegliere la rappresentante cinese per Miss Mondo. Ad oggila migliore prestazione cinese al concorso è stata nel 2007, quando Zhang Zilin ha vinto il titolo di Miss Mondo 2007.
Il concorso di Miss Universo Cina è invece stato istituito nel 2002 per selezionare la rappresentante nazionale per il concorso Miss Universo. Ad oggi la migliore prestazione cinese al concorso è stata nel 2002, quando Zhuo Ling è arrivata alla terza posizione del concorso.

## Albo d'oro

### Miss Mondo Cina
| Anno | Vincitrice             | Nome in cinese | Piazzamento     |
| ---- | ---------------------- | -------------- | --------------- |
| 1994 | Pan Tao                | 潘涛           |                 |
| 2001 | Li Bing                | 李冰           | 5ª classificata |
| 2002 | Vinna Wu Yingna        | 吴英娜         | Top 10          |
| 2003 | Guan Qi                | 关琦           | 3ª classificata |
| 2004 | Yang Jin               | 杨金           | Top 15          |
| 2005 | Cristina Zhao Tingting | 赵婷婷         |                 |
| 2006 | Emma Liu Duo           | 刘多           |                 |
| 2007 | Zhang Zilin            | 张梓琳         | Vincitrice      |
| 2008 | Mei Yanling            | 梅妍凌         |                 |
| 2009 | Voice Yu Sheng         | 余声           |                 |
| 2010 | Xiao Tang              | 唐潇           | 5ª classificata |
| 2011 | Cece Liu Chen          | 刘晨           |                 |
| 2012 | Yu Wenxia              | 于文霞         | Vincitrice      |

### Miss Universo Cina
| Anno | Vincitrice             | Nome in cinese | Piazzamento/Note       |
| ---- | ---------------------- | -------------- | ---------------------- |
| 2002 | Zhuo Ling              | 卓灵           | 3ª classificata        |
| 2003 | Wu Wei                 | 吴薇           |                        |
| 2004 | Alina Zhang Meng       | 张萌           |                        |
| 2005 | Tao Siyuan             | 陶思媛         |                        |
| 2006 | Qi Fang (detronizzata) | 齐芳           | Nessuna rappresentanza |
| 2006 | Gao Ying Hui           | 高英慧         |                        |
| 2007 | Zhang Ningning         | 張宁宁         | Miss Congeniality      |
| 2008 | Wei Ziya               | 魏子雅         |                        |
| 2009 | Wang Jingyao           | 王静瑶         | Miss Congeniality      |
| 2010 | Tang Wen               | 唐雯           |                        |
| 2011 | Luo Zilin              | 罗紫琳         | 5ª classificata        |
| 2012 | Diana Xu               | 许继丹         |                        |
| 2013 | Jin Ye                 | 靳烨           | Miss Congeniality      |
| 2015 | Jessica Xue            | 薛韵芳         |                        |
| 2016 | Li Zhenying            | 李珍颖         |                        |